# Cyrtopodion gastrophole
Cyrtopodion gastrophole es una especie de gecos de la familia Gekkonidae.

## Distribución geográfica yhábitat
Es endémica de la llanura costera de la provincia de Fars, al sur de Irán. Su rango altitudinal oscila alrededor de 100 m s. n. m..